# Medlar-with-Wesham
Medlar-with-Wesham is een civil parish in het bestuurlijke gebied Fylde, in het Engelse graafschap Lancashire met 3584 inwoners.